# Ted McKeever
Ted McKeever   (12 de gener de 1960) és un dibuixant i escriptor de còmics.

## Biografia
Ted McKeever va néixer a Nova York, una ciutat que encara té una gran importància a la seva vida encara que ja no hi viu. L'editor canadenc Vortex Comics va publicar la seva primera sèrie, Transit, el 1987, que li va valer quatre nominacions als premis Eisner el 1988 (Millor publicació, Millor sèrie en blanc i negre, Millor sèrie nova i Millor artista).
McKeever va dirigir després dotze episodis d'Eddy Current per a l'editorial nord-americana Mad Dog Graphics, una sèrie que segueix a una persona que s'escapa d'un asil. L'originalitat narrativa (cada episodi correspon a una hora d'acció) així com els gràfics (dibuix fosc i angular) d'aquesta sèrie la van distingir molt d'altres publicacions nord-americanes de l'època.
McKeever va crear llavors dues sèries per a Epic Comics, una empremta de Marvel Comics on els autors conserven els drets de les seves obres: el 1990, Plastic Forks, una minisèrie de cinc parts sobre proves amb animals, i el 1991-1992, Metropol, que presenta una batalla entre àngels i dimonis. Després va crear amb el guionista Peter Milligan The Extremist,  amb el guionista Peter Milligan, una història de venjança en quatre parts publicada per Vertigo, segell de DC Comics, el 1993. Encara per Vertigo, va dibuixar deu episodis de Doom Patrol escrit per Rachel Pollack (1994-1995) i la minisèrie Industrial Gothic (1995) i Fe (2000).
McKeever també anima repetidament els principals superherois de DC Comics, en particular dibuixant tres episodis de l'univers Elseworlds escrits per Randy i Jean-Marc Lofficier i inspirats en el cinema expressionista alemany: Superman's Metropolis el 1996,  Batman: Nosferatu el 1999 i  Wonder Woman: The Blue Amazon l'any 2003. El 2004, DC va publicar la seva minisèrie Enginehead, escrita per Joe Kelly.
McKeever va romandre relativament rar els anys següents, abans de tornar el 2010 a Image Comics, una editorial de mida mitjana, amb la minisèrie Meta4, que va escriure ell mateix, com en els seus inicis. A continuació, Image Comics va continuar publicant la nova minisèrie de McKeever: Mondo (2012), Miniature Jesus (2013), The Superannuated Man (2014) i Pencil Head (2016).
El 2016, després de completar la seva sèrie semi-autobiogràfica Pencil Head, es va allunyar definitivament de la indústria del còmic.

## Obra
L'estil gràfic de Ted McKeever és especialment reconeixible, amb línies gruixudes i molt anguloses, dibuixos expressionistes i dinàmics, creant una atmosfera fosca i opressiva, tant kafkiana com "80".

## Còmics
- Transit núm. 1-5 (Vortex 1987-88, inacabat)
- Eddy Current núm. 1-12 (Mad Dog Graphics 1987-88)
- Grimjack núm. 47 (First Comics 1988) (Eddy Current Back-up story)
- Fish Police vol. 2 núm. 8 (Comico 1988) (Riverfront Joe's)
- Clive Barker's Hellraiser núm. 1 (Epic 1989) (Dance Of The Fetus)
- Ted McKeever’s Plastic Forks núm. 1-5 (Epic 1990)
- Metropol núm. 1-12 (Epic 1991-92)[5]
- Metropol A.D. núm. 1-3 (Epic 1993)
- Eclipso núm. 8-9 (DC 1993) (guió Keith Giffen, Robert Loren Fleming)
- The Extremist núm. 1-4 (DC/Vertigo 1993) (guió Peter Milligan)
- Clive Barker's Night Breed núm.  24-25 (Epic 1993 (couverture)
- Showcase '93 núm. 12 (DC 1993) (The Creeper: A Cold Night In Hell written per Keith Giffen)
- Doom Patrol núm. 75-79, 81-82, 84-87 (DC/Vertigo 1994-95) (scénario Rachel Pollack)
- Industrial Gothic núm. 1-5 (DC/Vertigo 1995)
- Engines in Legends of the Dark Knight núm. 74-75 (DC 1996)
- Batman: Black & White núm. 1 (DC 1997) (Perpetual Mourning)
- Superman's Metropolis - Elseworlds (DC 1997) (guió Randy & Jean-Marc Lofficier & Roy Thomas)
- Junk Culture núm. 1-2 (DC 1997)
- Toxic Gumbo (DC 1998) (scénario Lydia Lunch)
- Batman Nosferatu - Elseworlds (DC 1999) (guió Randy & Jean-Marc Lofficier)
- Faith núm. 1-5 (DC 2000)
- Flinch núm. 14 (DC/Vertigo 2000) (Grave Wisdom)
- Vertigo Visions (Titan Books 2000)
- Spider-Man's Tangled Web núm. 18 (Marvel 2002)
- Ultimate Marvel Team-Up núm. 12-13 (Marvel 2002) (guió Brian Michael Bendis)
- Marvel Knights Double Shot núm. 2 (Marvel 2002) (Memories of Green)
- Wonder Woman: The Blue Amazon - Elseworlds (DC 2003)  (guió Randy & Jean-Marc Lofficier)
- The Matrix Comics núm. 1 (Burleyman 2003) (A Life Less Empty)
- The Matrix Comics núm. 2 (Burleyman 2004) (The King of Never Return)
- Enginehead (DC 2004) (guió Joe Kelly)
- A1 Bojeffries Terror Tome núm. 1 (Atomeka 2005) (Eddy Current - prologue, Judgement)
- Little Book of Horror: War of the Worlds (IDW 2005) (guió Steve Niles)
- Doomed (IDW 2006) (Cuts, scénario F. Paul Wilson)
- Silent Hill: Dead/Alive núm. 1-5 (IDW 2006) (portada)
- Zombies! Feast núm. 1-2 (IDW 2006) (portada)